# Heriades fertoni
Heriades fertoni là một loài Hymenoptera trong họ Megachilidae. Loài này được Benoist mô tả khoa học năm 1938.